# Пилкова щітка

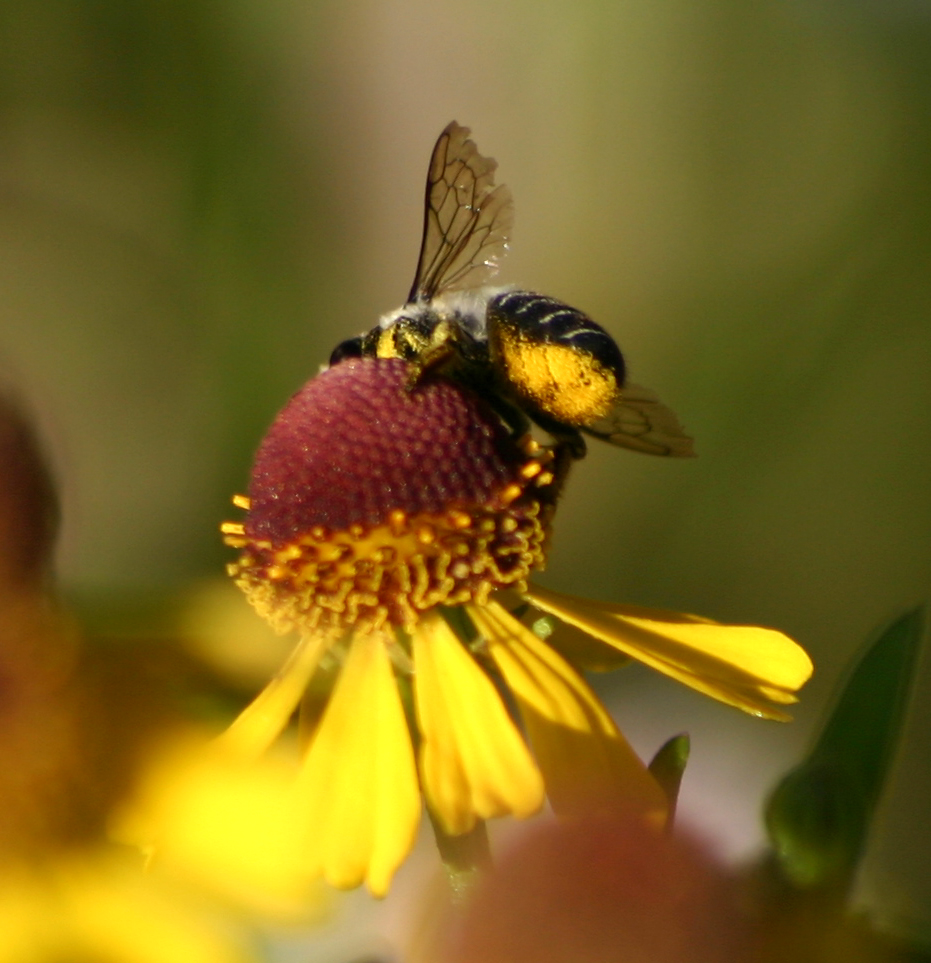
Черевцева пилкова щітка Megachile

Пилкова щітка (англ. scopa) — це будь-які модифіковані волоски (або щетинки) на тілі не паразитичної бджоли, які утворюють апарат, що переносить пилок. 
У більшості бджіл, пилкова щітка — це просто дуже щільна сукупність витягнутих, часто розгалужених, волосків (або щетинок) на задній нозі. При наявності на задніх ногах, модифіковані волоски знаходяться, як мінімум, на гомілці, але деякі бджоли також мають модифіковані волоски на стегні та/або вертлюзі. У кількох бджіл, крім волосків на ногах є багато модифікованих волосків на вентральній поверхні черевця, які також використовуються для транспортування пилку; є одна родина бджіл - Megachilidae, у видів якої видозмінені волоски ніг відсутні, а пилкова щітка обмежена черевними волосками (див. фото). У знайомих всім медоносних бджіл та джмелів, пилкова щітка замінюється пилковим кошиком (англ. corbicula). У роду Ptilothrix помітно довга пилкова щітка дозволяє членам роду збирати довгозернистий пилок. У бджіл є інші типи модифікованих волосків, які використовуються для збору пилку, квіткових олій чи інших хімічних речовин з рослин, і вони можуть бути на лиці, ротовому апараті, або на передніх або середніх ногах, але це не пилкова щітка; термін прямо обмежений волосками, які використовуються для транспортування пилку. У клептопаразитних бджіл відсутні пилкові щітки й вони не збирають пилок.